# ラヴクラフト神話
ラヴクラフト神話（ラヴクラフトしんわ、Lovecraft Mythos）
はラヴクラフト研究者であるS・T・ヨシが、ハワード・フィリップス・ラヴクラフトの小説世界を表すために使用した言葉。
同様の内容を指す言葉として原神話や、ロバート・M・プライスによって用いられた"クトゥルフ神話プロパー"(Cthulhu Mythos proper)などがある。
作品群を邦訳している大瀧啓裕は、ラヴクラフトのクトゥルフをクルウルウと呼称し、ダーレス以降のクトゥルフをクトゥルーと呼称することで、原神話と後続の「クトゥルー神話」とを区別して使い分けている。

## 概要
ラヴクラフトの後輩作家であるオーガスト・ダーレスらが後に体系化したクトゥルフ神話と区別するための用語であり、ラヴクラフト自身が「宇宙的恐怖（コズミック・ホラー）」のコンセプトに則って記した作品(後述)、および彼の生前に彼の監修・許可の元に書かれた作品群のみを主体とする点が相違点である。ダーレスらの体系にはラヴクラフトの全作品、およびラヴクラフト自身までもが含まれるが、この定義に従えばラヴクラフトの「非コズミック・ホラー」作品や彼の死後に作られた作品・設定は全て除外される。
このような定義が生まれた背景には、クトゥルフ神話の「フィクションの上に積み上げられたフィクション」としての性格があり、線引きと拡大解釈との問題が常につきまとう点が挙げられる。山本弘は以下のような例を挙げている。ヘンリー・カットナーは、自身の短編『ハイドラ』において妻のC・L・ムーアの創造による暗黒神「ファロール」をクトゥルフ神話の「アザトース」と共に言及している。ファロールはムーアの「ノースウェスト・スミス」シリーズにも登場するが、ムーアの意図とは関係なく同シリーズもクトゥルフ神話に含めるべきであろうか? 
また、ダーレスによって後世に付加されたクトゥルフ神話の設定の例としては、「旧神」が邪悪な「旧支配者」を封印したとする設定、およびそこから来る善悪二元論的な側面、また、旧支配者と四大元素の関連がよく挙げられる所である。大瀧啓裕は、ラヴクラフトは超越的な視点とリアリズムに基づくドキュメントの恐怖であり、人間はちっぽけでしかないこと、対してダーレスらの神話は人間側の視点からとらえ直されているという旨を述べている。
フランスの作家ミシェル・ウェルベックは、エッセイ『H・P・ラヴクラフト 世界と人生に抗って』で「HPL神話の絶対的核心部」として8作品を挙げている。8つの内訳は『クトゥルフの呼び声』『異次元の色彩』『ダンウィッチの怪』『闇に囁くもの』『狂気の山脈にて』『魔女の家の夢』『インスマウスの影』『時間からの影』。

## 特色
S・T・ヨシによれば、ラヴクラフト神話には以下の4つの重要な要素が存在する。
- 「人類の存在、歴史、価値観は全宇宙から見れば微々たるもの」という「宇宙主義（en:Cosmicism）」の思想
- アーカムに代表される架空のニューイングランド都市
- アザトースやヨグ＝ソトースなど「擬似神話的（pseudomythological）」な神性
- ネクロノミコンに代表される謎の書籍

なお、これらの要素は多くのラヴクラフト作品に登場するが、ラヴクラフト自身が体系立てて考えていたものではなく、著作を進めていく中で築き上げていったものである。

### ラヴクラフト作品群内での神話・非神話の線引き
上記のように、ラヴクラフト作品における「神話」もまた時間を掛けて統合されていったものである為、どれが神話でどれが神話でないかを一律に判定することは難しい。今日各社から出版されているクトゥルフ神話のガイドブックの類でも一様でない。
特に問題となる事が多いのはドリームランドのシリーズである。一例を挙げると、東雅夫の『クトゥルー神話事典』における作品リストは、「固有の神格や魔道書がストーリーに密接に関わるもの」を神話と定義し、ドリームランドの初期作品は除外している。そして定義の違いによってリストは全く違ったものとなる事を認めている。